# Sören Olsson

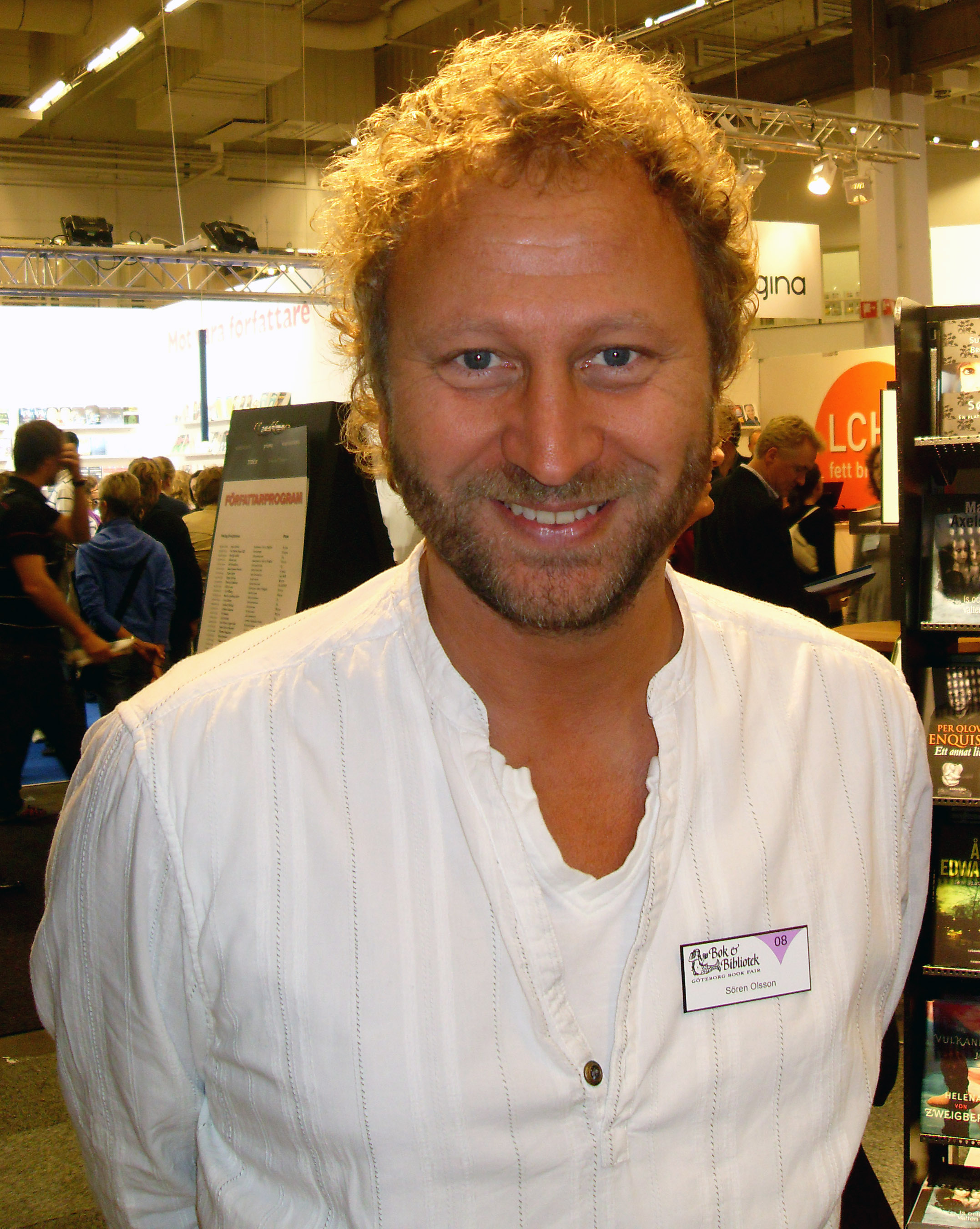
Sören Olsson (2008)

Leif Sören Gustav Olsson (* 16. März 1964) ist ein schwedischer Kinder- und Jugendbuchautor. Bekannt wurde er unter anderem durch die fünfzehnbändige Bücherreihe über Berts Katastrophen sowie die Niklas-Reihe, die in Zusammenarbeit mit seinem Cousin Anders Jacobsson entstanden ist.

## Bibliographie

### Bert-Reihe
- Berts gesammelte Katastrophen. Mit Illustrationen von Franziska Becker. Oetinger Verlag, 1990, ISBN 3-7891-2263-7.
- Berts intime Katastrophen. Mit Illustrationen von Franziska Becker. Oetinger Verlag, 1992. ISBN 978-3-789-13902-4
- Berts romantische Katastrophen. Mit Illustrationen von Sonja Härdin. Oetinger Verlag, 1993. ISBN 978-3-789-13904-8
- Berts Herzenskatastrophen. Mit Illustrationen von Sonja Härdin. Oetinger Verlag, 1994. ISBN 978-3-789-13906-2
- Berts hemmungslose Katastrophen. Mit Illustrationen von Sonja Härdin. Oetinger Verlag, 1995. ISBN 978-3-789-13907-9
- Berts heimliche Katastrophen. Mit Illustrationen von Sonja Härdin. Oetinger Verlag, 1996. ISBN 978-3-789-14403-5
- Berts Megakatastrophen. Mit Illustrationen von Sonja Härdin. Oetinger Verlag, 1997. ISBN 978-3-789-14405-9
- Berts jungfräuliche Katastrophen. Mit Illustrationen von Sonja Härdin. Oetinger Verlag, 1997. ISBN 978-3-789-14409-7
- Berts haarsträubende Katastrophen. Mit Illustrationen von Sonja Härdin. Oetinger Verlag, 1998. ISBN 978-3-789-14415-8
- Berts vorletzte Katastrophen. Mit Illustrationen von Sonja Härdin. Oetinger Verlag, 2000. ISBN 978-3-789-14417-2
- Berts allerletzte Katastrophen. Mit Illustrationen von Sonja Härdin. Oetinger Verlag, 2000. ISBN 978-3-789-14422-6
- Bert und die schlimmen Brüder. Mit Illustrationen von Sonja Härdin. Oetinger Verlag, 2001. ISBN 978-3-789-14407-3
- Bert und die coolen Jungs. Mit Illustrationen von Sonja Härdin. Oetinger Verlag, 2003. ISBN 978-3-789-14424-0
- Bert und die Bazillen. Mit Illustrationen von Sonja Härdin. Oetinger Verlag, 2005. ISBN 978-3-789-14428-8
- Bert Babyface. Mit Illustrationen von Sonja Härdin. Oetinger Verlag, 2006. ISBN 978-3-789-14426-4

### Niklas-Reihe
- Niklas ist doch kein Weichei. Oetinger Verlag, 1998. ISBN 978-3-789-14413-4
- Niklas ist doch nicht vom Affen gebissen. Oetinger Verlag, 1999. ISBN 978-3-789-14414-1
- Niklas ist doch keine Strebersau. Oetinger Verlag, 1999. ISBN 978-3-789-14418-9
- Niklas ist doch kein Hosenscheißer. Oetinger Verlag, 2000. ISBN 978-3-789-14411-0 (Originaltitel: Sunes sommar)
- Niklas liebt doch nicht jeden. Oetinger Verlag, 2001. ISBN 978-3-789-14425-7 (Originaltitel: Sunes största kärlekar)
- Niklas und sein schusseliger Papa. Mit Illustrationen von Silke Brix. Oetinger Verlag, 2002. ISBN 978-3-789-14423-3
- Niklas und die Super-Mama. Oetinger Verlag, 2003. ISBN 978-3-789-14429-5
- Niklas ist doch ein Supertyp. Oetinger Verlag, 2006. ISBN 978-3-789-14433-2